# Justicia capitata
Justicia capitata är en akantusväxtart som först beskrevs av John Smith och Joseph Dalton Hooker, och fick sitt nu gällande namn av L.H. Cramer. Justicia capitata ingår i släktet Justicia och familjen akantusväxter. Inga underarter finns listade i Catalogue of Life.